# Fuller & Delano

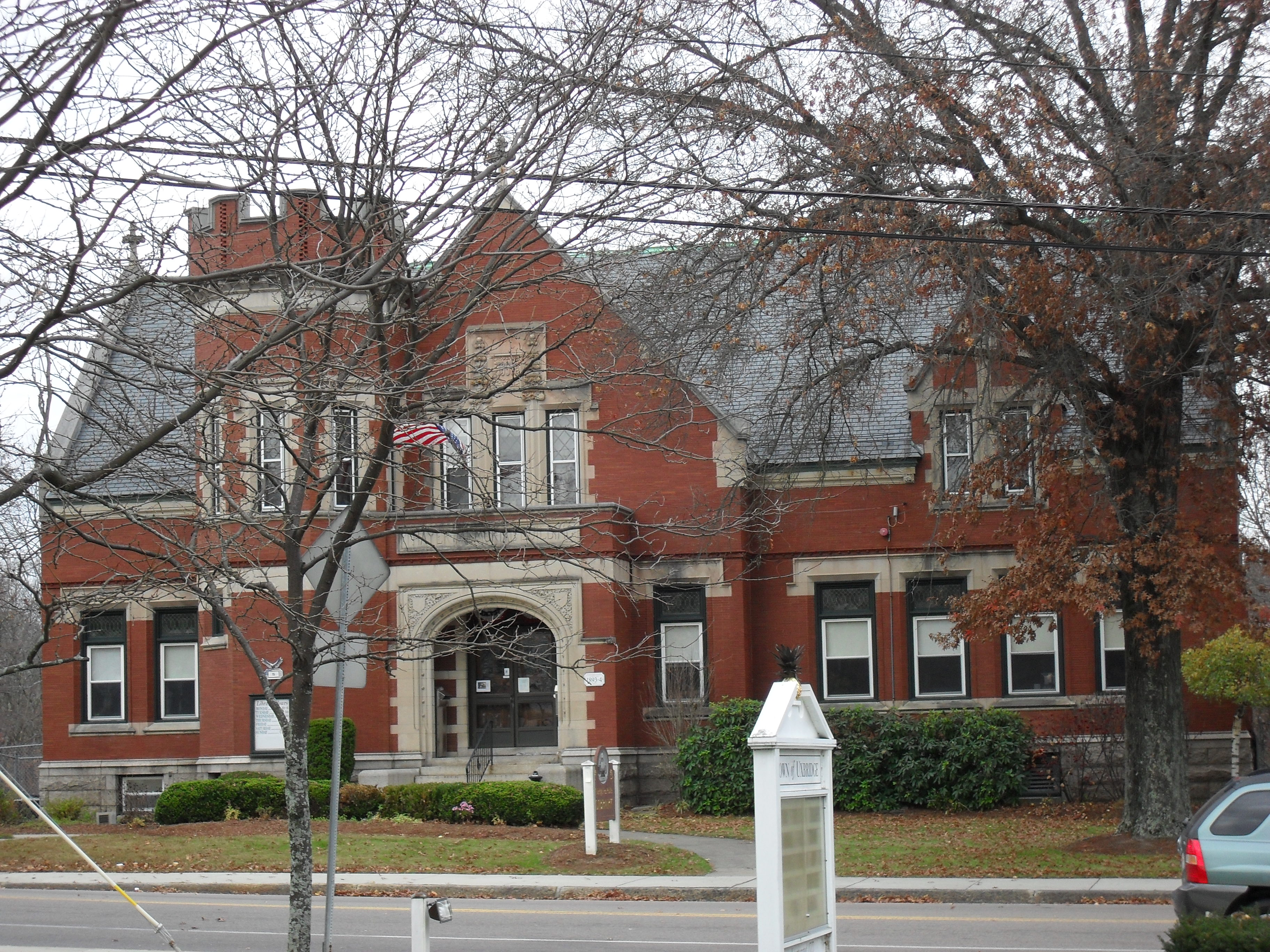
Edificio Conmemorativo Thayer, Uxbridge, Massachusetts

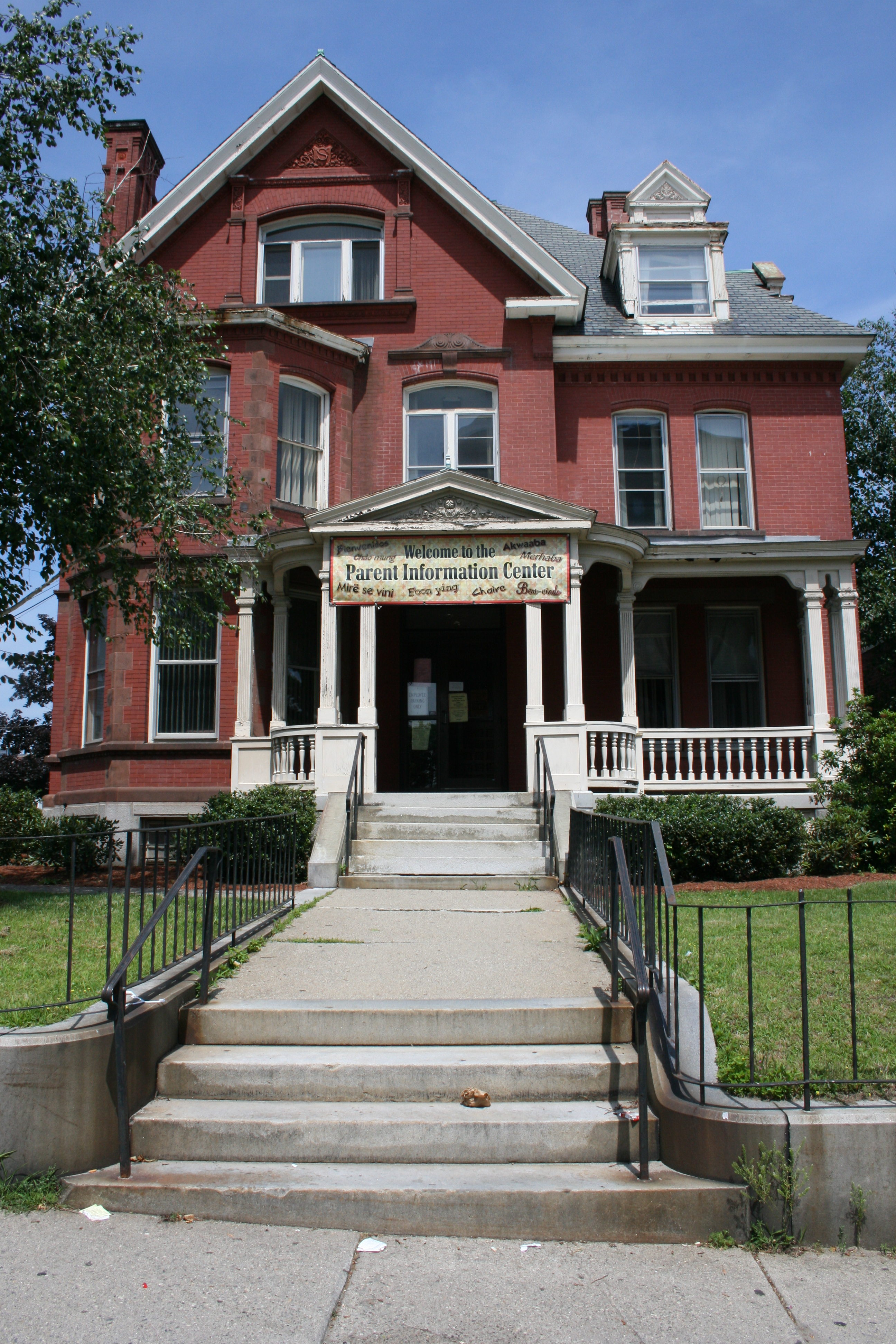
Casa de Moody E. Shattuck, Worcester, Massachusetts

Fuller & Delano fue una compañía arquitectónica en Worcester, Massachusetts. Fundada en 1878, que originalmente constaba de los arquitectos James E. Fuller y Ward P. Delano. La firma diseñó más de 20 edificios que después fueron enumerados en el Registro Nacional de Lugares Históricos.

## Trabajos arquitectónicos
- Felton Street School, 20 Felton St., Hudson, MA (1882)
- Adición o segundo piso a la Escuela de Grove Street, 23 Grove St., Spencer, MA (1883)
- Pleasant Street School, 54 Pleasant St., Spencer, MA (1883)
- Edificio Sawyer, 60 Franklin St., Worcester, MA (1883)
- Edificio Conmemorativo Levi Heywood, 28 Pearl St., Gardner, MA (1885)
- Casa de Moody E. Shattuck, 768 Main St., Worcester, MA (1885)
- Estación de Bomberos de Cambridge Street, 534 Cambridge St., Worcester, MA (1886)
- Estación de Bomberos de Woodland Street, 36 Woodland St., Worcester, MA (1886)
- Casa de Otis Putnam, 25 Harvard St., Worcester, MA (1887)
- Iglesia Sagrado Corazón de Jesús, 166 Cross St., Gardner, MA (1887) - Reemplazo de una iglesia que se había quemado.
- Y.M.C.A., 20 Elm St., Worcester, MA (1887) - Esta edificación fue demolida.[2]
- Apartamentos Brightside, 2 King St., Worcester, MA (1889)
- Dormitorio de la Academia Worcester, 81 Providence St., Worcester, MA (1892)
- Edificio Conmemorativo Thayer, 15 N. Main St., Uxbridge, MA (1894)
- Biblioteca Gordon-Nash, 69 Main St., New Hampton, NH (1895-96)
- Malvern Road School, 926 Malvern Rd., Worcester, MA. (1896)
- Casa de William Hogg, 54 Elm St., Worcester, MA (1897)
- Edificio Walker, 1228-1244 Main St., Springfield, MA (1898)
- Edificio Empresarial, 540 Main St., Worcester, MA (1900)
- Hospital Estatal Grafton, 200 Westboro Rd., Grafton, MA (1901)
- Aldworth Manor, 161 Aldworth Rd., Harrisville, NH (1909) - Construida como la cada de Arthur E. Childs.
- Biblioteca Quinsigamond Branch, 812 Millbury St., Worcester, MA (1913)
- O'Kane Hall, de la Universidad de la Santa Cruz, Worcester, MA (1895).

Los trabajos anteriormente listados están listados en el Registro Nacional de Lugares Históricos de estados Unidos.